# Jordi Triay
Jordi Triay Pons, (18 de abril de 1987 Alayor, Islas Baleares) es un regatista español del Club Marítimo de Mahón.
Ha competido en las clases Optimist, Laser, Europa, Snipe y First Class 8.
En 2003 ganó la Copa de España de la clase Snipe como tripulante de David Saura.
Ya como patrón, y en la clase Snipe, ganó en 2008 el Campeonato de Europa Juvenil, y el Campeonato del Sur de Europa disputado en Milano Marittima (Cervia).
En 2012, 2014 y 2015 fue campeón de España y ganó las Copas de España de 2014 y 2016.
En 2014 quedó tercero en el Campeonato de Europa, en 2018 fue subcampeón, y en 2021 y 2023 se proclamó campeón. 
Jordi también ha competido como tripulante de Damián Borrás, logrando el tercer puesto en el Campeonato del Mundo de 2019, y, en categoría máster (patrones mayores de 45 años), el Mundial de 2018 y el subcampeonato de Europa de 2019.